# Allepipona
Allepipona (лат.) — род одиночных ос (Eumeninae).

## Описание
От близких родов ос отличается следующими признаками: метанотум круто наклонён; тегулы скульптированные; глаза разделены на две части разной длины; эпикнемальный киль развит; грудь не выпуклая в боковой проекции; метанотум без горизонтальной площадки и поперечного киля. Тегулы латерально не расширены, менее чем в 0,75 раза шире длины. Паратегулы видны сверху. Передняя поверхность переднеспинки латерально не густо пунктирована. Проподеум наклонён ниже уровня метанотума. Аксиллярная ямка округлая; престигма короче медианной длины птеростигмы. Метанотум без полупрозрачного, пластинчатого латерального киля; мезонотум пунктированный; тергит I без придатков; метанотум без бугорков; мезонотум без продольных килей. Задняя граница тергита I непрозрачная. Метанотум без боковых зубцов. Тегулы сужаются кзади, достигая заднего конца паратегул. Пронотум шире длины в дорсальном виде; тергит I длиннее ширины в дорсальном виде; задний конец тергита II с неглубокой впадиной. Тергит I более чем в 0,5 раза шире тергита II в дорсальном виде. Средние голени с одной шпорой. Переднее крыло с первой и второй возвратными жилками, исходящими в субмаргинальной ячейке II.

## Классификация
В мировой фауне известно 7 видов. Афротропика.
- Allepipona erythrospila (Cameron, 1905) — Лесото, Южная Африка и Зимбабве
- Allepipona erythrura Giordani Soika, 1987 — Намибия
- Allepipona perspicax Giordani Soika, 1987 — Демократическая Республика Конго, Южная Африка и Зимбабве
- Allepipona schultzeana (von Schulthess, 1914) — Намибия, Южная Африка
- Allepipona emortualis (Saussure, 1853) — Эфиопия, Лесото, Сомали, Южная Африка, Танзания и Зимбабве
- Allepipona similis Gusenleitner, 2000 — Кения и Танзания
- Allepipona splendida Gusenleitner, 1997 — Южная Африка